# 弗利亚·拉文
弗利亚·拉文（丹麥語：Freja Ravn，2000年2月17日—），丹麥女子羽毛球運動員。她曾与青年期阿美莱·马厄隆分别赢得欧青赛女双季军和亚军（2017年和2018年）。

## 簡歷
2017年4月，弗利亚·拉文代表丹麦参加法国米卢斯举办的歐洲青年羽毛球錦標賽，在率先进行的团体赛中，助丹麦队赢得混合團體季军；此外，还與青年期阿美莱·马厄隆赢得欧青赛女子双打季军。同年11月，她與阿美莱·马厄隆出戰蘇格蘭羽毛球大獎賽，在女双準决赛以0比2（19-21、12-21）不敌俄罗斯强档的叶卡捷琳娜·博洛托娃/艾莉娜·达夫列托娃。
2018年4月，弗利亚·拉文與阿美莱·马厄隆出戰荷蘭羽毛球國際賽，在女双决赛以0比2（18-21、25-27）不敌中华台北强档的張雅嵐/程文欣，赢得亚军。同年8月，她與阿美莱·马厄隆出戰保加利亞羽毛球公開賽，在女双决赛以0比2（16-21、19-21）不敌赛会头号种子、保加利亚强档的加夫列拉·斯托伊娃/斯蒂法尼·斯托伊娃，赢得亚军。同年9月，她代表丹麦参加爱沙尼亚塔林举办的歐洲青年羽毛球錦標賽，在率先进行的团体赛中，助丹麦队赢得混合團體冠军；此外，还與青年期阿美莱·马厄隆赢得欧青赛女子双打亚军。

## 主要比賽成績
只列出曾進入準決賽的國際賽事成績：
| 年份   | 賽事                       | 公開賽級別 | 項目     | 拍檔          | 成績   |
| ------ | -------------------------- | ---------- | -------- | ------------- | ------ |
| 2017年 | 歐洲青年羽毛球錦標賽       | 其他       | 混合團體 | －            | 季軍   |
| 2017年 | 歐洲青年羽毛球錦標賽       | 其他       | 女子雙打 | 阿美莱·马厄隆 | 季軍   |
| 2017年 | 蘇格蘭羽毛球大獎賽         | 大獎賽     | 女子雙打 | 阿美莱·马厄隆 | 準決賽 |
| 2018年 | 荷蘭羽毛球國際賽           | 國際系列賽 | 女子雙打 | 阿美莱·马厄隆 | 亞軍   |
| 2018年 | 保加利亞羽毛球公開賽       | 國際系列賽 | 女子雙打 | 阿美莱·马厄隆 | 亞軍   |
| 2018年 | 歐洲青年羽毛球錦標賽       | 其他       | 混合團體 | －            | 冠軍   |
| 2018年 | 歐洲青年羽毛球錦標賽       | 其他       | 女子雙打 | 阿美莱·马厄隆 | 亞軍   |
| 2019年 | 瑞典羽毛球公開賽           | 國際系列賽 | 女子雙打 | 阿美莱·马厄隆 | 冠軍   |
| 2019年 | 荷蘭羽毛球國際賽           | 國際系列賽 | 女子雙打 | 阿美莱·马厄隆 | 冠軍   |
| 2019年 | 比利時羽毛球國際賽         | 國際挑戰賽 | 女子雙打 | 阿美莱·马厄隆 | 準決賽 |
| 2019年 | 波蘭羽毛球國際賽           | 國際系列賽 | 女子雙打 | 阿美萊·馬厄隆 | 冠軍   |
| 2019年 | 愛爾蘭羽毛球公開賽         | 國際挑戰賽 | 女子雙打 | 阿美萊·馬厄隆 | 冠軍   |
| 2019年 | 蘇格蘭羽毛球公開賽         | 國際挑戰賽 | 女子雙打 | 阿美萊·馬厄隆 | 冠軍   |
| 2020年 | 歐洲羽毛球男女子團體錦標賽 | 其他       | 女子團體 | －            | 冠軍   |
| 2020年 | 薩洛盧羽毛球公開賽         | 超級100賽  | 女子雙打 | 艾米麗·馬厄隆 | 亞軍   |
| 2021年 | 歐洲羽毛球混合團體錦標賽   | 其他       | 混合團體 | －            | 冠軍   |
| 2021年 | 西班牙羽毛球大師賽         | 超級300賽  | 女子雙打 | 艾米麗·馬厄隆 | 亞軍   |
| 2021年 | 丹麥羽毛球大師賽           | 國際挑戰賽 | 女子雙打 | 艾米麗·馬厄隆 | 冠軍   |
| 2022年 | 歐洲羽毛球錦標賽           | 其他       | 女子雙打 | 艾米麗·馬厄隆 | 季軍   |

| 2007-2017年 | 首要超級賽 | 超級賽 | 黃金大獎賽 | 大獎賽 | 國際挑戰賽 | 國際系列賽 | 未來系列賽 | 其他 |

| 2018-2026年 | 總決賽 | 超級1000賽 | 超級750賽 | 超級500賽 | 超級300賽 | 超級100賽 | 國際挑戰賽 | 國際系列賽 | 未來系列賽 | 其他 |

### 奧運會和世錦賽參賽紀錄
|          | 搭檔          | 2019 | 2020 | 2021 |
| -------- | ------------- | ---- | ---- | ---- |
| 女子雙打 | 阿美莱·马厄隆 | 32強 | －   | 32強 |